# Lasiplexia semirena
Lasiplexia semirena là một loài bướm đêm trong họ Noctuidae.